# Queen's Building
Pour le bâtiment de Londres, voir Queens' Building.

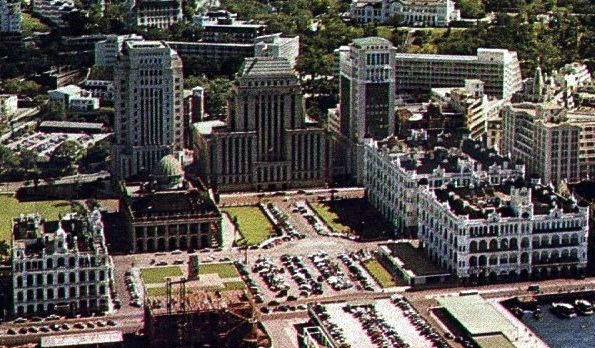
Statue Square en 1955. Le Prince's Building (première génération) et le Queen's Building sont visibles sur la droite.

Le Queen's Building (皇后行) est un bâtiment de la fin du XIXe siècle présent à Hong Kong dans le quartier de Central de 1899 à 1963. Nommé d'après la reine Victoria, il était situé à l'ouest de Statue Square, à l'époque sur le front de mer de Victoria Harbour sur l'île de Hong Kong. Il est démoli en 1963 et remplacé par l'actuel hôtel Mandarin Oriental.

## Histoire
Dans les années 1880, le gouvernement colonial de Hong Kong lance le projet Praya de création de terre-pleins (en) pour étendre la superficie de terres disponibles dans la ville. Cependant, le projet se heurte rapidement à des difficultés et le gouvernement frôle la faillite en 1893 lorsque les finances s'effondrent et que les intempéries causées par les typhons retardent la création de terre-pleins. Malgré ces défis, le projet est achevé en 1904, coûtant plus de 3 millions $. Il ajoute un total de 26 hectares de terres et déplace le front de mer de l'île de Hong Kong de Des Voeux Road (en) à Connaught Road (en). La moitié de ce nouveau terrain est réservée à la construction de nouveaux bâtiments, l'autre étant utilisée pour de nouvelles voies de communication et des espaces publics. Le Queen's Building est l'une des nouvelles structures conçues dans le cadre de ce plan et sa construction commence à peu près au même moment où le projet Praya est mis en œuvre. Le cabinet d'architectes Leigh & Orange (en), basé à Hong Kong, est chargé de sa conception, et sa construction est achevée en 1899. C'est l'une des deux structures victoriennes à arcades qui flanquent Statue Square (l'ancien immeuble du Hong Kong Club étant l'autre).
Le Queen's Building est considéré comme l'un des plus beaux exemples d'architecture néo-classique de Hong Kong, à tel point qu'il est qualifié de « bâtiment commercial le plus prestigieux de la ville » lors de son inauguration. Il a quatre étages et comporte des portiques, des balcons et des arches, surmontés d'une petite coupole. Il abrite principalement diverses sociétés européennes d'exportation, d'assurance et de commerce et son entrée devient un arrêt populaire pour les pousse-pousse et les chaises à porteurs.
Dans les années 1960, Hong Kong connaît une croissance de son développement commercial moderne. En conséquence, le Queen's Building est démoli en 1963, et un immeuble de bureaux est prévu à son emplacement. Cependant, cela ne se concrétise pas et l'hôtel Mandarin Oriental est construit sur le site et ouvre ses portes en octobre 1963.